# Kuwait Oil Company
La Kuwait Oil Company (KOC), créée en 1934, est la compagnie pétrolière publique koweïtienne. Elle est l'une des plus importantes compagnies pétrolières mondiales. L'économie du Koweït, dont 90 % des recettes provient du pétrole, est particulièrement dépendante de cette entreprise publique.

## Historique

### 1934 - 1974
Le 2 février 1934, la Kuwait Oil Company (KOC) est créée comme coentreprise à parts égales entre la British Petroleum (BP) et la Gulf Oil Corporation (GOC).
Le 23 décembre 1934, le cheikh du Koweït Ahmad Al-Jaber Al-Sabah octroie à la compagnie une concession exclusive de 75 ans (prolongée de 16 ans en 1951) pour explorer et exploiter les réserves pétrolières de son pays. En retour, il se voit reverser un acompte de 178 000 dollars et des frais d'exploration annuels de 35 000 dollars (réhaussés à 94 000 dollars une fois que le pétrole serait exportable) ou de 1,13 dollar par tonne de pétrole, selon le montant ce qui est le plus avantageux pour lui.
En mars 1935, une équipe de géologues dépêchée par la compagnie arrive au Koweït pour y entamer des activités de prospection. En mai 1936, un premier forage a lieu à Bahra (ar) en présence du cheikh Ahmad Al-Jaber Al-Sabah mais ne débouche sur rien de concluant. Après de nouvelles prospections pendant l'hiver 1936-1937, un deuxième forage est entrepris, cette fois-ci à Burgan, le 26 octobre 1937. Dans la nuit du 23 au 24 février 1938, il aboutit à la découverte du plus grand champ pétrolifère alors connu par l'homme. Dans les quatre années qui suivent, huit nouveaux puits de pétrole sont creusés à Burgan et un forage exploratoire débute à Al Magwa. Cependant, la Seconde Guerre mondiale pousse la KOC à interrompre ses activités et à condamner les puits avec du ciment en juillet 1942. Quelques années plus tard, la fin de la guerre et l'afflux de capitaux étrangers permettent le début de leur exploitation. 
Le matin du 30 juin 1946, le cheikh Ahmad Al-Jaber Al-Sabah inaugure en grande pompe le premier terminal pétrolier de son pays en ouvrant la vanne qui expédie la première cargaison de pétrole brut de l'histoire du Koweït vers le pétrolier britannique SS British Fusilier. De nouvelles découvertes dans les années 1950 et 1960 permettent au Koweït de devenir un important exportateur de pétrole et de gaz au sein de l'OPEP naissante. Le développement de l'industrie pétrolière coïncide avec la fin de l'Empire colonial britannique en Inde et le transfert d'ingénieurs britanniques de l'Inde vers le Koweït. Pendant cette période, British Petroleum et Gulf Oil bénéficient de très favorables et affirment bénéficier de relations privilégiées, une situation qui prend fin au milieu des années 1970.

### 1974-1977
Le 29 janvier 1974, l'État koweïtien signe, avec British Petroleum et Gulf Oil, un accord par lequel il s'engage à acheter pour 112 millions de dollars (corrigé de l'inflation, cela équivaut à plus de 674 millions de dollars en 2022) les trois-cinquièmes des parts que ces deux entreprises détiennent dans la compagnie. Le 14 mai 1974, l'accord est ratifié par le parlement (IIIème législature (ar)) et le gouvernement (en) (Jaber al-Ahmad III (ar)) du Koweït. 
Des négociations présidées par le ministre du Pétrole Abdel Mottaleb al-Kazimi aboutissent le 6 décembre 1975 au rachat par l'État koweïtien des dernières parts de la compagnie détenues par British Petroleum et Gulf Oil,. Le Koweït devient ainsi le premier État arabe du Golfe à nationaliser son industrie pétrolière. Malgré cela, British Petroleum et Gulf Oil continuent de lui fournir des services techniques et du personnel en échange d'un accès privilégié au pétrole et de frais de service.  
En 1976, l'État koweïtien s'entend avec l'Arabian Oil Company (société japonaise) pour racheter 60 % du capital de la concession de 44 ans qu'il lui avait accordé sur sa partie offshore de la zone neutre en 1958,,. 
Le 19 septembre 1977, le Koweït nationalise l'entreprise, payant une compensation sur la base d'une estimation officielle de la valeur des actifs. Aminoil est devenu la Kuwait Wafrah Oil Company. En 1978, les opérations du champ Al Wafrah sont passées à KOC, et KNPC a repris l'ancienne usine de raffinage et d'expédition d'Aminoil à Mina Abd Allah.

### 1977-2000
À la fin des années 1980, le Koweït produisait 20 000 barils par jour dans des exploitations à l'étranger, principalement aux États-Unis et en mer du Nord. Il exportait 614 000 barils par jour en produits raffinés. Initialement, le Koweït a vendu ce pétrole principalement au Japon et au Pakistan, mais à partir de la fin des années 1980, elle a également été vendue dans un grand réseau de détail d'Europe de l'Ouest qu'il a acheté, vendant du pétrole sous le logo Q8.

### 2017
En septembre 2017, la direction de la compagnie annonce avoir signé, avec la multinationale Larsen & Toubro, un contrat de 265 millions de dollars pour la construction d'un pipeline de 48 km du nord du Koweït à Ahmadi.